# Jean-Joseph-Maxime Féraud
Pour les articles homonymes, voir Féraud.
L'abbé Jean-Joseph-Maxime Féraud (1810-1897) (à ne pas confondre avec l'abbé Jean-François Féraud, lexicographe originaire de Marseille) est un érudit et historien provençal.

## Biographie
Surnommé «  le Hérodote bas-alpin  », il a consacré une abondante production écrite au département des Basses-Alpes, actuelles Alpes-de-Haute-Provence.
Né à Riez le 15 juin 1810, il fait ses premières études à l'Institution Augier, dans sa petite ville. En 1826, il est "philosophe" au collège royal de Digne (c’est-à-dire qu’il suit le cours de philosophie, équivalent de la classe de terminale du lycée en France des années 2000). Il entre au grand séminaire en 1827 et est ordonné prêtre du diocèse de Digne le 21 décembre 1833. Successivement vicaire à Reillanne, Valensole puis Manosque, il est finalement nommé curé des Sieyes le 20 novembre 1841. Titulaire de cette paroisse jusqu'à sa mort, il est créé chanoine honoraire de Digne en 1889. Il meurt aux Sieyes le 24 avril 1897. Il avait trouvé dans la calme thébaïde de Sieyes sa paix, son bonheur et sa douceur de vivre, comme il l’a écrit : « C'est lorsqu'on a des bonheurs véritables, cachés à l'ombre des collines naturelles, qu'on peut le mieux se passer de plaisir ». Et il aurait dit volontiers aussi avec l'un de ses confrères : « Avez-vous remarqué que le Bon Dieu nous fait naître dans le pays que nous aimons le mieux ? » (Jean Gavot).
Membre de l'Académie des sciences, agriculture, arts et belles-lettres d'Aix de 1849 à sa mort, cet exemple du prêtre érudit est aussi le premier président de la Société scientifique et littéraire des Basses-Alpes créée en 1878 à l'occasion de la célébration du deuxième centenaire de la mort de Gassendi.

## Publications
- Fondation du collège de Barcelonnette par Messire Honoré Spitalier, Bulletin de la Société scientifique et littéraire t. Il, 275 p.
- Géographie historique et biographique... des Basses-Alpes, Digne : Repos, 1844, 512 p.
- Histoire civile, politique, religieuse et biographique de Manosque, Digne, 1848, XII-608 p.
- Géographie historique et biographique du département des Basses-Alpes, Digne, 1849.
- Les saints tutélaires de l'église de Riez, ou Vies des saints évêques Maxime et Fauste et de sainte Thècle, Digne, 1850, 139 p.
- Biographie des hommes remarquables des Basses-Alpes, ou Dictionnaire historique de tous les personnages de ce département qui se sont signalés par leur génie, leurs talents, depuis les temps les plus reculés jusqu'à nos jours (par une société de gens de lettres ayant pour rédacteur en chef, l'abbé Féraud), Digne, 1850, XIX-376 p
- Graduel et antiphonaire romains, publiés par Étienne Repos, éditeur à Digne, 1855, in-8°
- Le mois de Notre-Dame du Laus, ou Histoire de l'établissement de la dévotion du Laus, Digne : Vial, 1878, 240 p.
- Souvenir religieux des Églises de la haute Provence, suite et complément de l'Histoire, géographie et statistique des Basses-Alpes, Digne, 1879, 346 p.
- Monastères de Saint-Pons, de Faucon, de Moulanès, de Revel, prieuré d'Ubaye, couvent de Barcelonnette, Saint-Ours-de-Meyronnes
- Le pèlerinage de Saint-Ours, Digne, 1879, 32 p.
- Vie de saint Bevons de Noyers, gentilhomme provençal, Aix, 1884, 34 p.
- Les saintes reliques de la chapelle du château de Manosque, 2e tirage, Digne : impr. de Barbaroux, Chaspoul et Constans, 1885, 36 p.
- Histoire de la ville de Riez, Aix, 1885, 241 p.
- Calendrier historique des Basses-Alpes, Digne, 1887, 198 p.
- La paroisse, la commune et les seigneurs des Sièyes, Digne, 1888, 59 p.
- Histoire, géographie et statistique du Département des Basses-Alpes, Marseille : Laffitte, 1972, XVI-746 p. : planches ; 22 cm, fac-similé de l'édition de Vial 1861
- Notice historique sur Mgr Audemar, évêque d'Adran, coadjuteur de Cochinchine, Digne, 1894, 44 p.